# Alba Records Oy
Alba Records Oy is een Fins platenlabel. Het is gespecialiseerd in klassieke muziek en jazz met een Finse of Estse basis, maar er worden ook albums uitgebracht met het gangbare repertoire aan klassieke muziek, dan vaak uitgevoerd door Finse of Estse musici.
Alba Records Oy is gevestigd in Tampere en heeft anno 2008 ongeveer 150 cd’s uitgebracht.